# 2014년 여자 야구 월드컵
2014년 여자 야구 월드컵은 2014년 9월 1일부터 9월 7일까지 일본의 미야자키시에서 열린 여섯 번째 여자 야구 월드컵 대회이다.

## 대회 결과
| 순위 | 국가           | 승 | 패 |
| ---- | -------------- | -- | -- |
| 1    | 일본           | 7  | 0  |
| 2    | 미국           | 5  | 2  |
| 3    | 오스트레일리아 | 4  | 3  |
| 4    | 캐나다         | 2  | 5  |
| 5    | 중화 타이베이  | 5  | 2  |
| 6    | 베네수엘라     | 4  | 3  |
| 7    | 홍콩           | 2  | 5  |
| 8    | 네덜란드       | 0  | 7  |

| 2014년 여자 야구 월드컵 |
| ----------------------- |
| 일본 네 번째 우승       |